# Wereldfederatie van Bijbelgenootschappen
De Wereldfederatie van Bijbelgenootschappen (United Bible Societies (UBS)) is een federatie van ruim 150 nationale Bijbelgenootschappen die ca. 200 landen en gebieden bedient.
De wereldfederatie is in 1946 opgericht door gedelegeerden uit 13 landen, omdat men de noodzaak voelde, de activiteiten van de Bijbelgenootschappen op elkaar af te stemmen. De eerste hoofdkantoren bevonden zich in Londen en Genève.
De organisatie geeft onder andere het blad Bible Translator uit, over praktijk en theorie van het Bijbelvertalen.
De federatie rekent onder andere het Nederlands-Vlaams Bijbelgenootschap en de Deutsche Bibelgesellschaft tot haar leden.